# Passiflora dolichocarpa
Passiflora dolichocarpa är en passionsblomsväxtart som beskrevs av Ellsworth Paine Killip. Passiflora dolichocarpa ingår i släktet passionsblommor, och familjen passionsblomsväxter. Inga underarter finns listade i Catalogue of Life.